# زرنوخ
زرنوخ، روستایی از توابع بخش شادمهر شهرستان مه ولات در استان خراسان رضوی ایران است.

## جمعیت
این روستا در دهستان ازغند قرار دارد و براساس سرشماری مرکز آمار ایران در سال ۱۳۸۵، جمعیت آن ۱۰۱ نفر (۲۷خانوار) بوده‌است.